# Тејлорсвил (Јута)
Тејлорсвил (енгл. Taylorsville) град је у америчкој савезној држави Јута.

## Демографија
По попису из 2010. године број становника је 58.652, што је 1.213 (2,1%) становника више него 2000. године.
| Група             | 2000.          | 2010.          |
| Белци             | 45.902 (79,9%) | 41.540 (70,8%) |
| Афроамериканци    | 508 (0,9%)     | 1.104 (1,9%)   |
| Азијати           | 1.745 (3,0%)   | 2.285 (3,9%)   |
| Хиспаноамериканци | 7.022 (12,2%)  | 10.931 (18,6%) |
| Укупно            | 57.439         | 58.652         |